# Metanira (etera)
Metanira (in greco antico: Μετάνειρα?, Metáneira; IV secolo a.C.) è stata un'etera vissuta nel IV secolo a.C. attiva a Corinto e ad Atene e conosciuta per la sua bellezza e la sua astuzia.
Ancora da bambina fu venduta e adottata da Nicarete di Corinto, che la educò a diventare etera. Metanira figura tra la clientela di Lisia e di Isocrate, insieme all'etera Neera. Fu proprio con Isocrate che Metanira divenne un'iniziata ai misteri eleusini. Le lettere d'amore attribuite a lei sono probabilmente apocrife.